# Carlos Hoyos
Carlos Mario Hoyos Jaramillo (Medellín, 28 de fevereiro de 1962) é um ex-futebolista profissional colombiano, que atuava como defensor.

## Carreira
Carlos Hoyos fez parte do elenco da Seleção Colombiana de Futebol na Copa do Mundo de 1990.